# 대지의 눈물
《대지의 눈물》(벵골어: অশনি সংকেত)은 1973년 개봉한 인도의 드라마 영화이다. 사티야지트 레이가 감독과 각본을 맡았으며, 비부티부샨 반디오파드야이의 동명 소설이 영화의 원작이다. 제23회 베를린 영화제 황금곰상 수상작이다.